# Chiheru de Jos
Chiheru de Jos [ˈciheru de ˈʒos] (veraltet Chiheriu-de-Jos; ungarisch Alsóköhér, deutsch Unterkiher) ist eine Gemeinde im Kreis Mureș, in der Region Siebenbürgen in Rumänien.
Der Ort Chiheru de Jos ist auch unter den veralteten Bezeichnungen Chiheru din Jos und Vălenii de jos, der ungarischen Köhér und der deutschen Bezeichnung Nieder-Küher bekannt.

## Geographische Lage

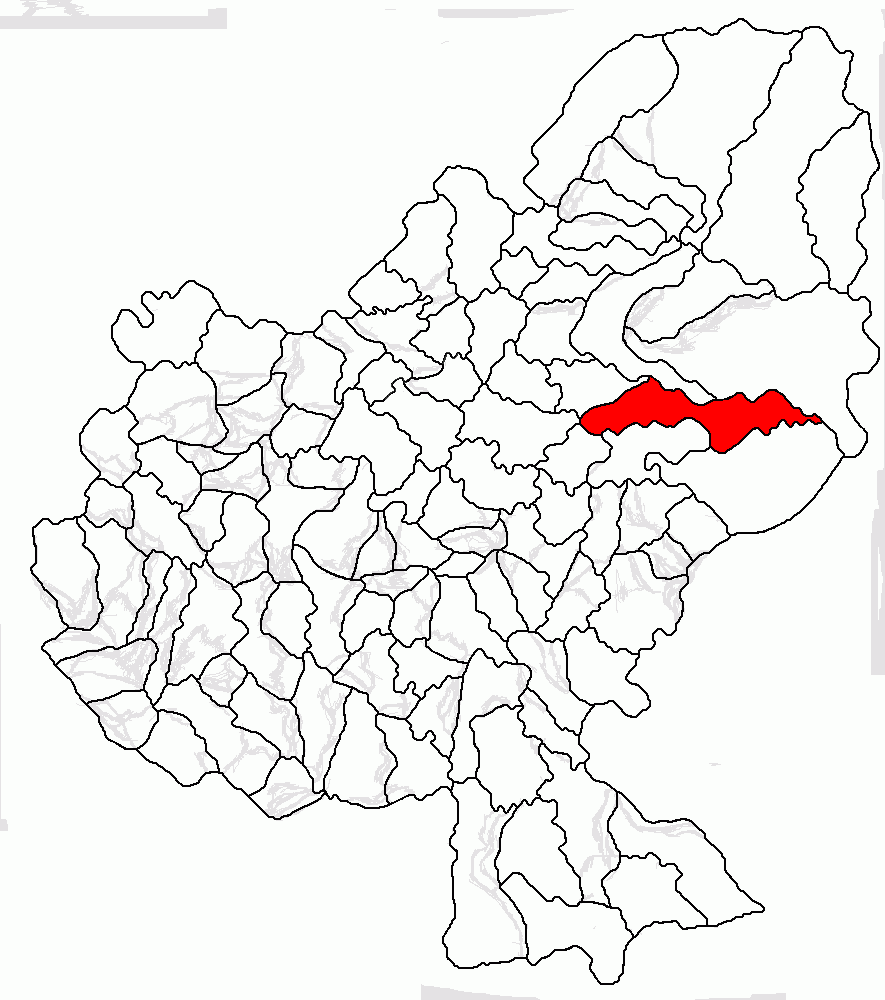
Lage der Gemeinde Chiheru de Jos im Kreis Mureș

Die Gemeinde Chiheru de Jos liegt nördlich des Kokel-Hochlands (Podișul Târnavelor) in den Westausläufern des Gurghiu-Gebirges, ein Teilgebirge der Ostkarpaten. Am Bach Nadășa und der Kreisstraße (Drum județean) DJ 153, befindet sich der Ort Chiheru de Jos 20 Kilometer südöstlich von der Stadt Reghin (Sächsisch-Regen) und etwa 42 Kilometer nordöstlich von der Kreishauptstadt Târgu Mureș (Neumarkt am Mieresch) entfernt. Die eingemeindeten Dörfer befinden sich zwei bis sechs Kilometer vom Gemeindezentrum entfernt.

## Geschichte
Der Ort Chiheru de Jos wurde erstmals 1453 urkundlich erwähnt. Reste einer mittelalterlichen Burg, mit einem Umfang von etwa 180 Meter,(⊙) befindet sich östlich des eingemeindeten Dorfes Chiheru de Sus (Oberkiher), beim Zusammenfluss der Bäche Fânațelor mit Frunzelor. Auf dem Areal des gleichen Dorfes, auf dem Berg Cetățuia, wird eine Siedlung verzeichnet, aber noch keinem Zeitalter zugeordnet. Im Königreich Ungarn gehörte die heutige Gemeinde dem Stuhlbezirk Régen alsó (Unter-Regen) im Komitat Maros-Torda, anschließend dem historischen Kreis Mureș und ab 1950 dem heutigen Kreis Mureș an.

## Bevölkerung
Die Bevölkerung der Gemeinde Chiheru de Jos entwickelte sich wie folgt:
| 1850 | 1.815 | 1.706 | 23 | - | 86  |
| 1920 | 3.178 | 3.061 | 93 | - | 24  |
| 1956 | 3.814 | 3.767 | 19 | - | 28  |
| 2002 | 1.744 | 1.638 | 9  | - | 97  |
| 2011 | 1.644 | 1.464 | 27 | - | 153 |
| 2021 | 1.762 | 1.545 | 11 | - | 206 |

Seit 1850 wurde auf dem Gebiet der heutigen Gemeinde die höchste Einwohnerzahl (3.843) 1941 registriert. Die höchste Einwohnerzahl der Rumänen wurde 1956, die der Magyaren (192) 1910, der Roma (137) 2021 und die der Rumäniendeutschen (35) 1900 ermittelt.

## Sehenswürdigkeiten
- Im eingemeindeten Dorf Chiheru de Sus, die Ruine einer mittelalterlichen Burg, steht unter Denkmalschutz.[7]
- Im eingemeindeten Dorf Urisiu de Jos (ungarisch Alsóoroszi), die Holzkirche Sfinții Arhangheli Mihail și Gavriil[8] im alten Friedhof, 1747 errichtet und 1848 erneuert, steht unter Denkmalschutz.[7]
- Im eingemeindeten Dorf Urisiu de Sus (ungarisch Felsőoroszi), die Holzkirche Sfânta Treime[9] im 18. Jahrhundert errichtet und 1852 erneuert, steht unter Denkmalschutz.[7]

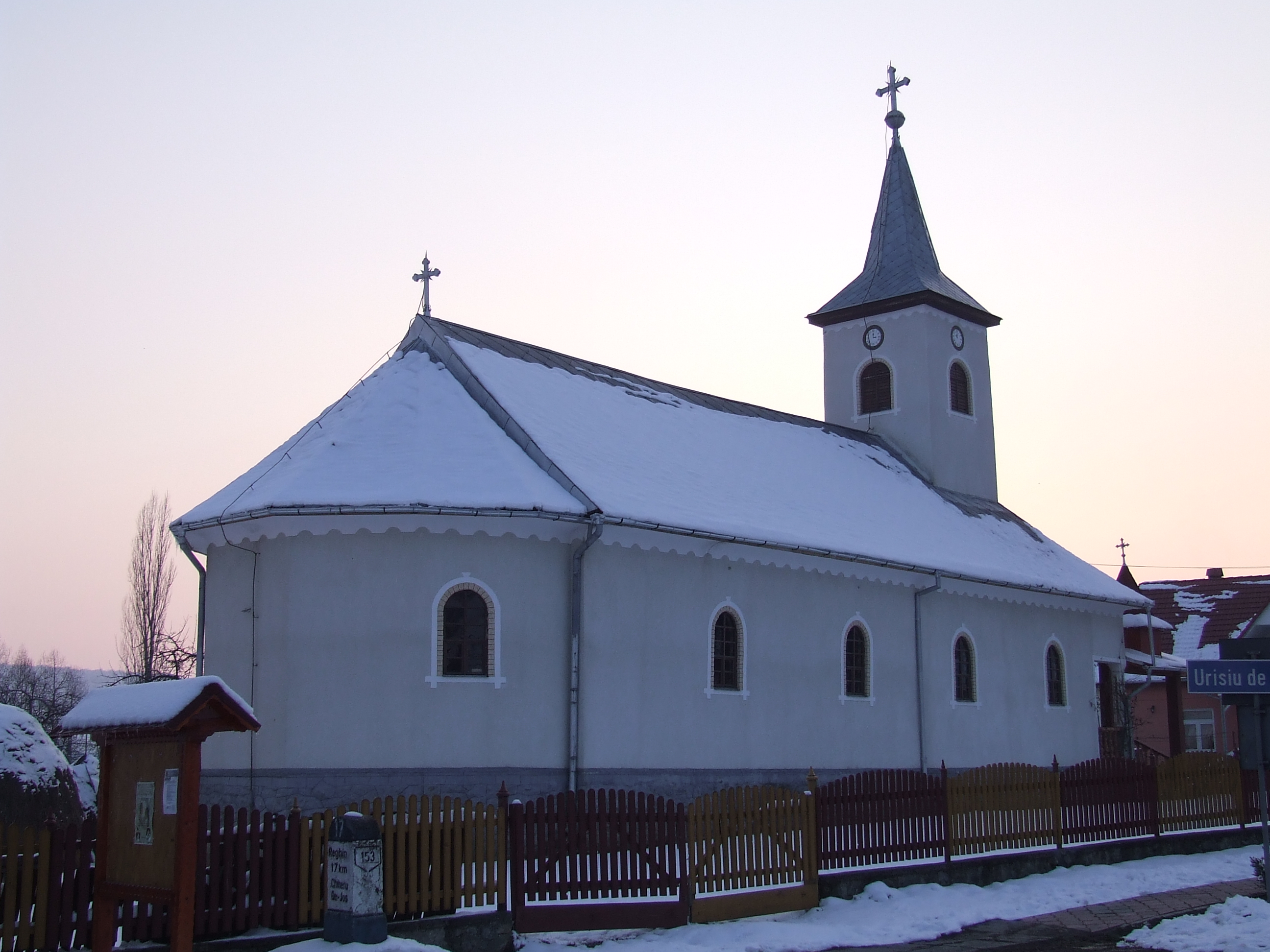
Holzkirche in Chiheriu de Jos
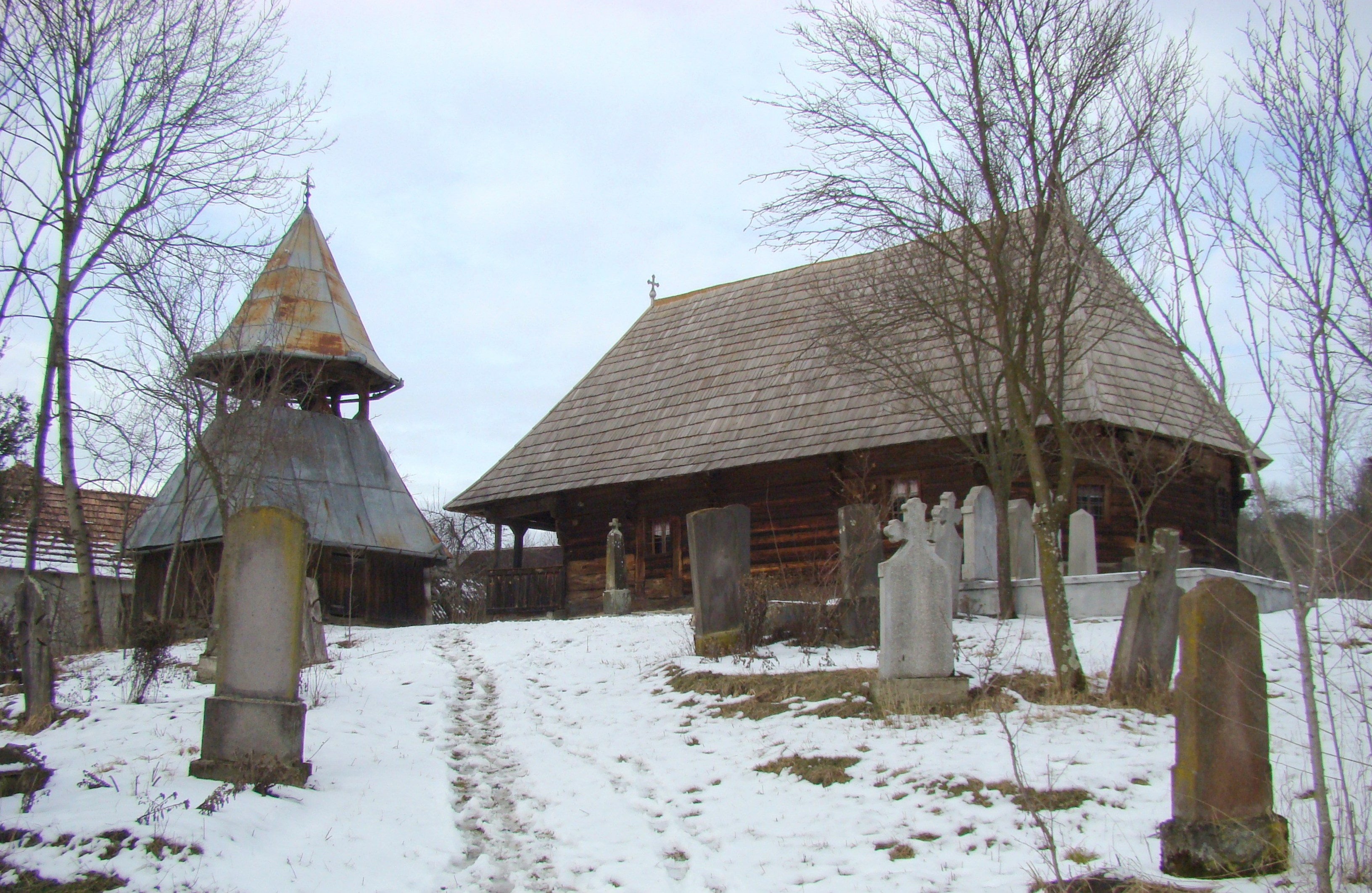
Holzkirche in Urisiu de Jos
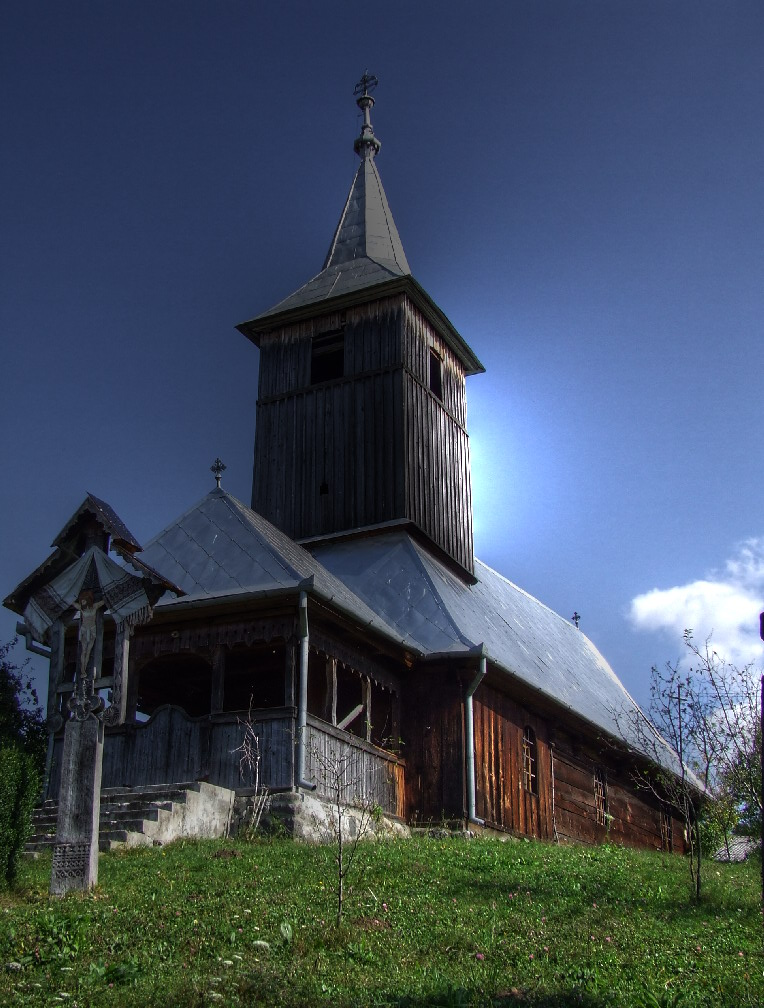
Holzkirche in Urisiu de Sus